# 本間乙彦
本間 乙彦（ほんま おとひこ、1892年（明治25年）2月24日 - 1937年（昭和12年）8月14日）は、大正期から昭和初期に大阪を中心に活躍した建築家。兵庫県出身。

## 経歴
- 1892年　兵庫県龍野町（現 たつの市）に生まれる
- 1914年　東京高等工業学校建築科を卒業
- 1915年　大阪市に建築・装飾設計事務所を開設（～1918年）
- 1918年　東京市の日本電気装飾株式会社主任（～1920年）
- 1924年　大阪市立都島工業学校建築科嘱託教員（～1929年）
- 1926年　大阪市に建築設計事務所を開設
- 1937年　逝去。享年42

## 主な作品
- 芝川ビルディング（1930年、大阪市中央区、意匠設計を担当、登録有形文化財）

渋谷五郎（都島工業学校教員。基本設計・構造設計を担当）との共同設計。装飾部分には、南米のマヤ・インカの芸術から暗示されたものが加えられているという。
- 小川香料大阪支店ビル（1930年、大阪市中央区）

アールデコ調
- 松竹アドビル（1935年、現存しない）